# Maman, Maman
"Maman, Maman" (tradução portuguesa: "Mamã ou Mamãe") foi a canção que representou o principado do Mónaco no Festival Eurovisão da Canção 1969. Foi interpretada em francês por Jean Jacques. Foi a quarta canção a ser interpretada na noite do evento, a seguir à canção espanhola: "Vivo cantando", interpretada por Salomé e antes da canção irlandesa "The Wages of Love", cantada por  Muriel Day. Terminou a competição em sexto lugar, tendo recebido um total de 11 pontos. 

## Autores da canção
- Letrista e compositor: Jo Perrier
- Orquestrador: Hervé Roy

## Letra
A canção é uma balada, na qual o cantor fala à sua mãe sobre um "sonho maravilhoso" que tinha tido, no qual tinha crescido e partido para uma guerra. Ao longo da canção, ele conclui que prefere a sua vida como criança - e ultimamente tem um "sonho mau" no qual ele visiona a mãe dele mais velha. Ele conclui ao cantar que prefere manter-se criança. 

## Versões
Jean Jacques gravou esta canção também em alemão: "Mama", castelhano: "Mamá" e italiano: "Maman".